# Chlenomorpha
Chlenomorpha là một chi bướm đêm thuộc họ Geometridae.

## Các loài
- Chlenomorpha lygdina (Turner, 1917)
- Chlenomorpha sciogramma Lower, 1918
- Chlenomorpha trisyneura (Lower, 1903)